# Wilson Toni
José Wilson Toni, mais conhecido como Wilson Toni (Ribeirão Preto, 7 de fevereiro de 1953 — Ribeirão Preto, 2 de dezembro de 2005) foi um jornalista, radialista, político, advogado, professor, que se tornou, também, apresentador de TV. Exerceu os cargos públicos de vereador, Secretário de Estado e deputado estadual.

## Prêmios
| ANO  | PRÊMIO                               | MOTIVO |
| ---- | ------------------------------------ | --- |
| 1982 | Prêmio Wladimir Herzog de Jornalismo | Matéria sobre mortes por doenças torácicas, especialmente, os casos de pneumonia |
| 1984 | Prêmio Wladimir Herzog de Jornalismo | Reportagem sobre a violência policial na cidade de Ribeirão Preto |
| 1989 | Prêmio Wladimir Herzog de Jornalismo | Reportagem sobre o processo da favelização nos centros urbanos, na qual discorreu com rara competência sobre os problemas aflitivos enfrentados pelas grandes capitais brasileiras. |